# 英属南极领地
英属南极领地（英語：British Antarctic Territory，地区代码缩写）是英國的海外領土之一，為南极洲上一由英国声称拥有主权的區域，包含南极洲上从南极点到南纬60度，西经20和80度之间的範圍。雖然英国在1908年時就已首度宣稱對於該領地的主權，但一直到1962年3月3日時才正式建制。今日的南極領地在1962年之前原本是福克兰群岛下屬的三塊分離領土：格拉汉姆地、南奥克尼群岛和南设得兰群岛。这块领地与阿根廷（阿根廷南極屬地）和智利（智利南极省）在南极洲声称拥有的领土互相重叠。这块领地主要是由科學研究人员居住以及一些由英国南极调查局所维护的观测站和其他组织。

## 历史
自從在1833年重新占领了福克兰群岛之後，英國就持續地在南大西洋佔有一席之地。1908年英国扩大了这一领地对包括今天英属南极领地在内的地区声称主权，也就是南乔治亚岛和南桑威奇群岛。这块领地是由三块分离的属地格拉汉姆地、南奥克尼群岛和南设得兰群岛管理的，管理者是位于斯坦利港的福克兰群岛的总督。
1943年，在第二次世界大战最激烈的时候，英国秘密开展了一项军事计划被称为塔伯伦计划，以便获得南大西洋的侦察和气象情报。这项"秘密"的战时项目就演变成后民间的福克兰群岛属地调查局即后来的英国南极调查局（BAS）。英国南极调查局负责大部分英国在南极洲的科学研究。
许多其他国家开始在南极立界声称主权，因此到了1950年代，开始谈判设立一项条约将这一地区非军事化并保证南极洲只用于和平科研目的，条约在1961年获得通过，該條約稱為南極條約。因此英国将其军事力量撤离到南纬60°以外的英属南极领地。
只有法国、挪威、新西兰和澳大利亚在南极洲有领土要求，承认英属南极领地。

## 地理
除了在南极大陆声称拥有的南極半島、龙尼冰架和威德尔海，英属南极领地还包括了南设得兰群岛和南奥克尼群岛。其中南设得兰群島面積约為4700平方公里，南奥克尼群岛則為620平方公里。这里是南极冰川融化速度最快的地方。

## 管理
此地是由外交及英联邦事务部（FCO）管辖的。外交及英联邦事务部的海外领地部门的领导人被任命为其总督。领地有完整的法律体系和邮政管理体系，通过邮票销售和所得税收入实现财政自给。按照南极条约系统的规定，领地不能对在领地内其他国家保有的科学基地采取法律行动。2012年12月18日，为纪念女王登基60周年，英国将这个区域的南部命名为伊丽莎白二世领地。

## 国籍法
根据国籍规定这块领地是英国海外领地的一部分。与这块领地有密切关系（意指在当地出生，或先祖来自当地）的人士有可能获得英国海外领土公民（BOTC）身份。此外由于《2002年英國海外領土法令》于2002年5月21日生效，一位与有密切关系的英国海外领土公民均可根据该法的第4A或第5章取得英国公民身份。
虽然这块领地的移民法不允许归化，但在此基础上1983年之前出生在此地人士将可持英国海外领土公民身份（和英国公民身份）。Emilio Palma是唯一已知的属于此类别的人士。英国公民身份和英国海外领土公民身份可以被在海外出生的第一代所继承。
1983年1月1日改动后的英国国籍法使得在此日期之后出生的人士将不能要求拥有英国海外领土公民身份或英国公民身份。

## 科學研究
英国南极调查局在领地内有两个永久驻员研究站和一个夏季站:
- 哈雷研究站
- 罗瑟拉站
- 锡格兰尼岛站 (夏季)

第四个基地Faraday维持运作直到1996年之后交给乌克兰，现在改名做Akademik Vernadsky观测站。
还有两个只在夏天运作的前方观测站，分别位于化石崖和Sky Blu。
一个位于南乔治亚岛中的鸟岛上的生物研究站也是永久派驻的。
从1996年开始英国南极古蹟信托会将位于高迪尔岛洛克罗港的研究站旧址重新派人在夏季期间开放。每年有大约10000位访客，它现在是南极大陆上最受欢迎的旅游胜地之一。在这裡，来访者可以参观博物馆，买纪念品，寄信，还可以游览白眉企鹅栖息地。

## 邮票
尽管当地没有永久居民，英属南极领地当局还是发行了自己的邮票。其中除了少数真正被来访的游客和驻地的科学家使用外，大部分都被海外的邮票收藏者所购买。第一套邮票于1963年发行，是一套15张雕版印刷的邮票，面值从½旧便士至1英镑不等，邮票的图案是伊丽莎白女王头像俯瞰着各种不同的人类在南极洲的活动。1960年代还发行了一些特别版本的邮票，其后在1971年通过在1963年版的旧版上套印而发行了十进制邮资版本的邮票。

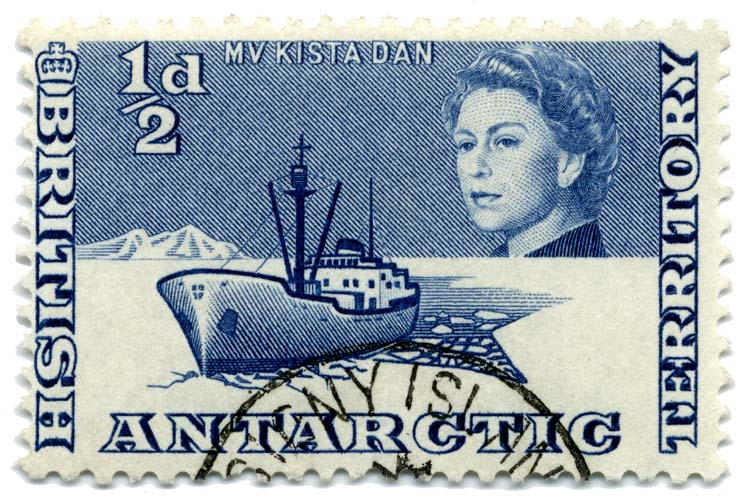
1963年邮票
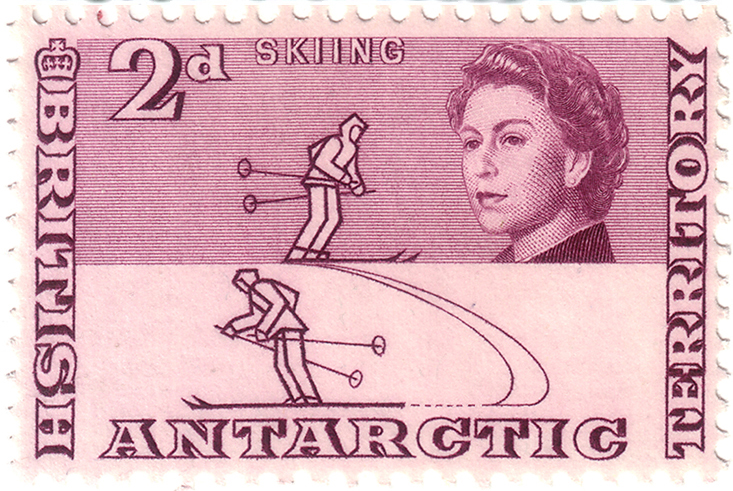
1963年邮票
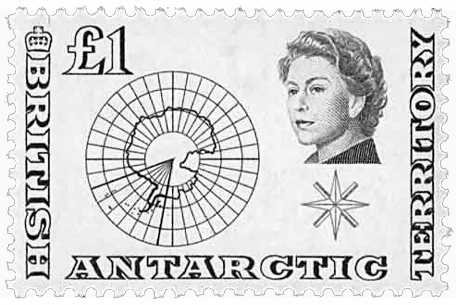
1963年邮票

## 其他图片
- 英屬南極領地政府旗幟
- 英屬南極領地專員旗帜